# Nikolaï Borodine
Pour les articles homonymes, voir Borodine (homonymie).
Nikolaï Vassilievitch Borodine (en russe : Николай Васильевич Бородин) est un aviateur soviétique, né en 1919 et décédé le 26 mars 1946. Pilote de chasse et As de la Seconde Guerre mondiale, il fut distingué par le titre de Héros de l'Union soviétique.

## Carrière
Né en 1919 à Verkhnaïa Khila, dans l'actuel kraï de Transbaïkalie, il apprit très jeune à voler au sein d'un aéroclub local. En 1941 il suivit les cours du Collège militaire de l'Air de Kharkov, puis ceux du Collège militaire pour pilotes de Voronej.
En avril 1943, il fut muté au 43e régiment de chasse aérienne (43.IAP), opérant, jusqu'à l'été 1944, au sein du troisième front biélorusse. C'est aussi en 1944 que le 43.IAP fut doté de chasseurs Yak-3, aux commandes desquels se distingua particulièrement Nikolaï Borodine. Il termina la guerre avec le grade de starchiy leitenant (lieutenant), mais, après avoir décidé de faire carrière au sein de la VVS (forces aériennes soviétiques), il devait trouver la mort dans un accident de la route le 26 mars 1946 à Dallgow-Döberitz en Allemagne.

## Palmarès et décorations

### Tableau de chasse
Il est crédité de 17 victoires homologuées, toutes individuelles, et de 2 appareils détruits au sol, résultats obtenus au cours de 239 missions et 75 combats.

### Décorations
- Héros de l'Union soviétique le 23 février 1945 (médaille no 5316) ;
- Ordre de Lénine no 23520 ;
- Trois fois titulaire de l'ordre du Drapeau rouge ;
- Ordre d'Alexandre Nevski ;
- Ordre de la Guerre Patriotique de 1re classe.